# Carol Gilligan
Carol Gilligan (* 28. listopadu 1936 New York, stát New York) je americká psycholožka, jedna z průkopnic etiky péče a zastánkyně feministického hnutí.

## Život
Narodila se 28. listopadu 1936 jako jedináček do židovské rodiny žijící v New Yorku. Otec William Friedman byl právník a matka Mabel Kaminez byla učitelkou v mateřské škole. Bakalářský titul získala Gilliganová z anglické literatury na Swarthmore College. Magisterský titul pak získala v oboru aplikované psychologie, kterou studovala na Radcliffe College. Titul Ph.D. získala v oboru sociologie na Harvardově univerzitě.
Gilliganová učí v současné době[kdy?] na Newyorské univerzitě, ale svou kariéru začínala jako vyučující na Harvardu, kde pracovala od roku 1967 až do roku 2002. Jejím kolegou byl psycholog Lawrence Kohlberg.

## Teorie etiky péče
Gilligan spolupracovala s Kohlbergem při vytváření jeho teorií morálního vývoje, nicméně v průběhu rozhovorů si všimla nesrovnalostí mezi chlapci a dívkami. V reakci na to sepsala svou nejznámější knihu – Jiným hlasem, kde uvádí kritiku Kohlbergovy vývojové teorie a zároveň prezentuje vlastní pětistupňovou vývojovou teorii morálky péče, která má být typická pro ženy, a která se stává základem pro dále rozvíjenou etiku péče.
V kritice Kohlberga poukazuje i na takové paradoxy, jako že u dívek by způsob morálního uvažování regredoval. Také ilustruje, že dívky vnáší do příběhu vlastní interpretace a hledají možnosti řešení mimo zadané téma a objasňuje, že fakt, že z hlediska Kohlbergovy stupnice je to hodnoceno jako nižší stádium, je chyba v porozumění.

### Předkonvenční stádium
V tomto stadiu je orientace na individuální přežití. Péče je zaměřena výhradně na sebe a hlavní hodnotící princip je založen na tom, co je nejlepší pro mě.

### První přechodné stádium
V tomto stádiu by si žena měla začít uvědomovat existenci spojitosti s druhými a svou zodpovědnost vůči nim. Své předchozí uvažování kritizuje jako sobecké.

### Konvenční stádium
V reakci na uvědomění si předchozí sobeckosti svého jednání se žena ztotožní s mateřskou rolí a začne pečovat o druhé. Péče o sebe je však v důsledku předchozích úvah v přechodném stádiu vnímána jako sobecká a proto je zde extrémní koncentrace na péči o druhé na vlastní úkor, což je vnímáno za nesobecké.

### Druhé přechodné stádium
V této fázi nastane konflikt s faktem, že péče o druhé na svůj úkor je nelogická, jelikož připisuje ostatním větší hodnotu. Dochází zde ke konfliktu potřeb a představ a žena řeší, zda je možné skloubit péči o ostatní s péčí o sebe, aniž by byla sobecká. Podle knihy dochází k tomuto stádiu často po selhání vztahu, v němž byla žena v pečující roli ve smyslu konvenčního stádia.

### Postkonvenční stádium
V tomto stádiu dochází žena k pochopení, že uspokojovat vlastní potřeby není v rozporu s ženskou rolí a není to sobecké a péče o sebe a péče o ostatní se odehrává souběžně. Žena je schopna péči neposkytnout, jelikož si uvědomuje, že její prvotní zodpovědnost je vůči sobě samé.